# Morcheeba
Morcheeba je britanski vokalno-instrumentalni sastav koji miješa utjecaje od trip hopa, R'n'B-ja do bluesa i popa. 

## Članovi
- Paul Godfrey kao DJ
- Ross Godfrey na gitari i klavijaturama
- Jody Sternberg, vokalistica

## Povijest
Morcheeba se okuplja sredinom 1990-ih. Daisy Martey (prije članica benda Noonday Underground), preuzela je mjesto vokalistice Morcheebe 2005. od Skye Edwards, koja od raskida s Morcheebom radi na svojoj solo karijeri.
Međutim, kako je Morcheeba postala poznata baš po osebujnom vokalu Edwardsove (iako Marteyeva, kritičari će reći, ima mnogo iskusniji i kvalitetniji glas), nagla promjena vokalistice primljena je vrlo slabo, pogotovo što se nastupa uživo tiče. Možda baš zbog toga, braća Godfrey su u srpnju 2005. zamijenili Daisy Martey novom pjevačicom – Jody Sternberg – na svim live nastupima. Trenutne glasine govore kako je Marteyeva potpuno isključena iz sastava, koji će krenuti u novom pravcu s Godfreyevima kao okosnicom i nizom različitih vokalista koji neće činiti stalni postav sastava (poput sastava Zero 7), no službeno tome nema nikakve potvrde.
Sastav Morcheeba je 2003. u sklopu turneje za svoj best of album Parts of the Process nastupio i u Studentskom Centru u Zagrebu.

## Diskografija

### Albumi
- Who Can You Trust? (1996.)
- Big Calm (1998.)
- Fragments of Freedom (2000.)
- Charango (2002.)
- Parts of the Process (The Very Best Of Morcheeba) (2003.)
- The Antidote (2005.)
- Dive Deep (2008.)
- Blood Like Lemonade (2010.)
- Head Up High (2013.)
- Blaze Away (2018.)
- Blackest Blue (2021.)

### Singlovi
- Trigger Hippie 1996.
- Never An Easy Way 1996.
- Tape Loop 1996.
- The Music That We Hear" (Moog Island) 1997.
- Shoulder Holster 1997.
- The Sea 1998.
- Blindfold 1998.
- Let Me See 1998.
- Part Of The Process" 1998.
- Summertime 1998.
- Rome Wasn't Built In A Day 2000.
- Be Yourself 2000.
- World Looking In 2001.
- Otherwise 2002.
- Way Beyond 2002.
- What's Your Name? 2003.
- Wonders Never Cease 2005.
- Lighten Up 2005.
- Enjoy the Ride 2008.
- Gained the World 2008.